# آزاده (ترانه)
آزاده یا آزاده ام، عنوان ترانه‌ای از آثار علی تجویدی و سروده‌های رهی معیری است، که نخستین بار توسط هایده اجرا گردید. این ترانه، اولین ترانه اجرا شده توسط هایده و آخرین سرودهٔ رهی معیری است. در واقع با این ترانه دفتر کارنامه هنری این ترانه سرای ایرانی برای همیشه بسته شد و به‌همراه آن خواننده‌ای جدید یعنی هایده به جمع هنرمندان ایرانی افزوده گردید.

## دربارهٔ ترانه
هایده پس از تعلیم زیر نظر اساتیدی چون فریدون ناصری، احمد عبادی، و فرهنگ شریف اولین ترانهٔ اختصاصی خویش با نام آزاده یا آزاده‌ام را باشعری از رهی معیری و با ملودی علی تجویدی منتشر کرد.
وی که از سال ۱۳۴۵ فراگیری موسیقی و آوازخوانی را نزد موسیقیدان معروف علی تجویدی آغاز کرده بود، در سال ۱۳۴۶ برای اجرای این ترانه برگزیده شد. در این زمان تجویدی که در میان آهنگسازان ایرانی، به عنوان «کاشف صداهای ناب» معروف بود، آهنگ تازه‌ای را در «مخالف سه گاه» و در پیوند با شعری برانگیزاننده از «رهی معیری» آماده اجرا کرده بود. وی با مشورت رهی معیری اجرای این ترانه را به هایده سپرد.
این ترانه با زیر و بالاهایی که داشت، معرف دقیقی برای صدای گسترده و پر توان هایده شد و صدای هایده نیز متقابلاً ترانه «تجویدی - معیری» را تأثیر بیشتری بخشید.
هایده در سال ۱۳۴۷ و پس از ۲ سال نسبت به خواهر کوچکترش اولین ترانه اش را با نام آزاده‌ام اجرا می‌کند.

## ماجرای شکل‌گیری ترانه
پرویز خطیبی در کتاب خود به نام خاطراتی از هنرمندان که به کوشش دخترش فیروزه خطیبی در سال ۱۹۹۴ در آمریکا منتشر شد به شرح اولین ترانه منتشر شده هایده به نام آزاده‌ام در سال ۱۳۴۷ می‌پردازد:
 از اوائل تابستان آن سال می‌دانستم که تجویدی خواننده جدیدی کشف کرده‌است. خود او حرفی نمی‌زد اما دوستم فریدون که مدیر فروش کارخانه مهندس ارجمند بود و با خانواده این خواننده جدید رفت و آمد داشت می‌گفت:
تجویدی مشغول تعلیم دادن به خواهر مهستی است، به گمان من اوج صدای این خانم به مراتب بیشتر از مهستی است و به زودی در سراسر ایران مشهور خواهد شد. یکی دو ماه گذشت، شبی که با تجویدی و اسداله ملک و محجوبی در فشم میهمان بودیم بعد از شام تجویدی را زیر سئوال کشیدم.
شنیده‌ام خواننده جدیدی کشف کرده‌ای؟
از کجا شنیده‌ای؟
از یک دوست که با خانوادهٔ این خانم رفت و آمد دارد.
کمی سکوت کرد و بعد گفت:
چه استعدادهایی در گوشه و کنار این شهر عاطل و باطل مانده‌اند و ما خبر نداریم.
گفتم: البته این افراد اکثراً به دلایلی حاضر نیستند قدم در عالم هنر بگذارند، مردم هنوز هم خوانندگان و نوازندگان را مطرب خطاب می‌کنند.
گفت: بر حسب تصادف در یک مجلس میهمانی با این خانم آشنا شدم. اول خیال کردم او هم مثل خیلی‌ها که ادعا می‌کنند صدایی دلنشین دارند ولی آوازشان در حد آدم‌های معمولی است می‌خواند اما وقتی دهان باز کرد و یکی از آهنگ‌های مرا خواند مات و متحیرسر جایم میخکوب شدم، آن حنجره باز و صدای زنگ دار که در کمتر کسی یافت می‌شود یک لحظه مرا به یاد قمر و روح‌انگیز انداخت. خواستم همان دقیقه از او دعوت کنم تا در برنامه‌های رادیو شرکت کند اما به نظرم رسید که ممکن است همسرش و اعضای خانواده اش مخالفت کنند در حالی که این‌طور نبود، هم خود خانم و هم اعضای خانواده اش موافقت کامل داشتند و من همان شب قول و قرارهایم را گذاشتم.
پرسیدم چه مدت طول می‌کشد تا او آماده شود؟
جواب داد: شاید دو سه ماه.
بعد از آن هر وقت در راهروهای رادیو با تجویدی روبرو می‌شدم می‌گفت: دیگر چیزی نمانده، به زودی یک تکخال بزرگ به زمین می‌زنم.
دو سه ماه بعد گویا ماه آخر پاییز بود که شنیدم تجویدی می‌خواهد آخرین آهنگش را با صدای خواننده جدید ضبط کند با عجله به شورای موسیقی رفتم، تجویدی نبود اما گفتند که از ارکستر برای ساعت ده شب دعوت شده‌است. برایم تعجب‌آور بود معمولاً ارکسترهای بزرگ رادیو برای ضبط برنامه‌های تازه از ساعت هفت در استودیوی بزرگ ایران حاضر می‌شدند چون ضبط یک ترانه ساعت‌ها وقت می‌گرفت و گاهی به روزهای بعد موکول می‌شد. شب تا ساعت هشت نشستم و برنامه‌های صبح فردا را آماده کردم. در حیات رادیو اکبر مشکین را دیدم که با سروش قدم می‌زدند. او هم خبر داشت که قرار است تجویدی خواننده جدیدش را امشب به استودیو بیاورد. در ضمن خبر مهم دیگری هم داشت که برای من خیلی جالب بود. گفت گویا امشب رهی معیری هم می‌آید تا شاهد ضبط آهنگی باشد که شعرش از اوست. رهی مدت‌ها بود که به علت بیماری به رادیو نمی‌آمد. او عضو شورای عالی موسیقی بود و خدمات او در تمام دورانی که در جلسات شورا شرکت می‌کرد مورد توجه قرار می‌گرفت زیرا در تصحیح اشعاری که در اختیارش می‌گذاشتند وسواس خاصی داشت و اجازه نمی‌داد اشعار سست و بی‌معنی به روی آهنگ‌ها گذاشته شود.. شب اعضای ارکستر آمدند و تجویدی مدتی اصل آهنگ را با آن‌ها تمرین کرد.. بعد خواننده جدید آمد، یک خانم خوش صورت و کمی چاق که همین مسئله او را زنی میانسال معرفی می‌کرد. هیچ‌کس حرفی نمی‌زد، همه سکوت کرده بودندو منتظر آغاز ماجرابودند بااین حال جای تردید نبود که تجویدی با آن سوابق درخشان هرگز دچار اشتباه نمی‌شود و می‌داند چه کسی را انتخاب کند. ساعت نزدیک یازده شب بود که یک اتومبیل جیپ جلوی در استودیوی شماره هشت توقف کرد. رهی معیری مثل همیشه تمیز و مرتب از داخل آن بیرون آمد. دستمالی به دست داشت که سعی می‌کرد با آن نیمی از چهره اش را بپوشاند. آخر او از سرطان استخوان رنج می‌برد و نمی‌خواست کسانی که چهره خندان و صورت باز شفافش را دیده بودند صورت تکیده و بیمار گونه او را ببینند. تازه ما متوجه شدیم که چرا ساعت یازده شب را برای اجرای برنامه موسیقی در نظر گرفته‌اند. این تقاضای رهی بوده که نمی‌خواسته‌است هنگامی به رادیو بیاید که دوستان و همکارانش هنوز مشغول کار هستند. رهی در طول مدت بیماریش جز به چند تن از افراد فامیل هرگز به دوستانش اجازه نداد تا از او عیادت کنند. با آمدن رهی که گویا همه انتظارش را می‌کشیدند ارکستر آماده نواختن شد و خانم خواننده اولین آواز آزمایشی خودش را خواند. براستی که صدایی دلنشین داشت و به قول تجویدی حق مطلب را ادا می‌کرد. ترانه آزاده‌ام من در واقع آخرین ترانهٔ رهی معیری بود. ترانه‌ای که با آن هایده متولد شد و در مدتی کوتاه شهرت و معروفیتی فراوان پیدا کرد. از آن شب به بعد تا روزی که ترانهٔ آزاده‌ام از برنامه شما و رادیو پخش شد من این خوانندهٔ تازه‌نفس را ندیدم. روزی که به استودیو آمد تا قبل از پخش ترانه از خودش صحبت کند چهره اش پریده رنگ به نظر می‌رسید حتی موقع حرف زدن چند کلمه را جابجا کرد که البته در رادیو از این اتفاقات زیاد می‌افتد و هر اشتباهی قابل جبران خواهد بود مگر آن که برنامه به‌طور مستقیم یا به قول معروف زنده پخش شود. هنگامی که به شهرت رسید و ترانه‌هایش که اکثراً از جهانبخش پازوکی بود برسر زبان‌ها افتاد رفته رفته روابطش با رادیو و رادیویی‌ها کمتر شد به این صورت که مثلاً برای شرکت او در یکی از برنامه‌های شما و رادیو می‌بایستی یکی دو هفته قبل، زمان اجرای برنامه را تعیین می‌کردند و گرنه این خواننده گرفتار و پرکار به این آسانی‌ها به دام نمی‌افتاد.
به یاد دارم که یک روز قرار گذاشتیم هایده و مهستی این دو خواهر هنرمند در یکی از برنامه‌های شما و رادیو شرکت کنند چون شایع شده بود که بین آن‌ها شکراب شده‌است. مسئولان رادیو بنا به دلایلی می‌خواستند به این شایعات پایان دهند و به همین جهت ترتیب اجرای آن برنامه را دادند. روزی که قرار بود برنامه ضبط شود مهستی آمد ولی هایده حاضر نشد. به او تلفن زدند دلایلی آورد که ظاهراً قانع‌کننده نبود. مسئولان رادیو که از این تمرد ناخشنود بودند به نظر می‌رسیدند دستور دادند تا نوارهای هایده به مدت سه ماه از شبکه سراسری رادیو پخش نشود و این در حقیقت یک ضربه کاری بود چرا که با عدم پخش ترانه‌های یک خواننده از رادیو چه بسا که بسیاری از مردم نام آن خواننده را نیز به فراموشی بسپارند به علاوه هر شعر و ترانهٔ تازه‌ای که در صفحات گرامافون یا روی نوار ضبط می‌شد اولین بار از برنامه شما و رادیو به گوش علاقه مندان می‌رسید و این خود تضمینی بود برای فروش بیشتر صفحه یا نوار.
خوشبختانه هایده خیلی زود به اشتباهی که مرتکب شده بود پی برد و دو هفته بعد، هر دو خواهر یعنی هایده و مهستی در برنامه شما و رادیو شرکت کردند و گفت و گوی آن‌ها در آغاز برنامه خیلی به دلها نشست.
هایده را از آن پس گاه و بیگاه در راهروهای رادیو می‌دیدم و عجیب این که با هم سلام و علیکی هم نداشتیم. او که هرگز خیال نمی‌کرد من در کار تنظیم و اجرای برنامه شما و رادیو دخالتی داشته باشم معمولاً با شاهرخ نادری مسئول تهیه برنامه تماس می‌گرفت و کارهایش را از طریق او انجام می‌داد.
وقتی به نیویورک کوچ کردم یک شب در خانه دوستی (دکترم- ز) هایده را با محمد حیدری و داریوش و چند نفر دیگر دیدم

## نظر علی تجویدی
تجویدی در گفتگویی با بخش فارسی بی‌بی‌سی دربارهٔ این ترانه می‌گوید:
آزاده را هیچ خواننده دیگری نمی‌توانست چون هایده با چنین وسعت صدایی بخواند … هایده با خواندن این ترانه و چند ترانه دیگر که من به او دادم، توانست تحولی در ترانه خوانی و آواز خوانی ایجاد کند و تأثیرات تازه‌ای در موسیقی سنتی به وجود بیاورد…

## نظر هایده
هایده طی مصاحبه‌ای با رادیو صدای آلمان به اظهار نظر دربارهٔ این نخستین اثر خویش می‌پردازد. در بخشی از این مصاحبه آمده‌است:
صدای آلمان: از چه زمانی وارد رادیو شدید و اولین ترانه‌ای که اجرا کردید چه نام داشته و ساختهٔ چه کسی بود؟
هایده: اولین آهنگی که من خواندم از ساختهٔ استاد تجویدی بود با شعری از شادروان رهی معیری. در برنامهٔ از گل‌ها که اسم تصنیف‌اش «آزاده» بود.
صدای آلمان: تا آنجا که من اطلاع دارم شما ترانه‌های بسیاری خوانده‌اید. کدامیک از آن‌ها بیشتر بر روی خودتان اثر گذاشته و حتی برخی اوقات بی‌اختیار آن را زمزمه می‌کنید؟
هایده: همین ترانه آزاده. چون شادروان رهی معیری خیلی روی این تکیه داشت و بهرکسی نمی‌داد این تصنیف خوانده بشود. نمی‌دانم دلیلش چی بود.
صدای آلمان: دلیلش واضح است، صدای خوب و خوش شما.
هایده: خواننده‌های خوش صداتری قبلاً بودند که مایل بودند این تصنیف را بخوانند، ولی خوب، خوشبختانه نصیب من شد و من، با این تصنیف قدم گذاشتم به کار هنری. شاید هم سبب‌اش این باشد که این تصنیف در من اثر بسیاری دارد. دلیل دیگرش را نمی‌دانم. بهرصورت شنوندگان خودشان قضاوت می‌کنند که این تصنیف، آهنگ و تنظیم‌کردنش واقعاً چیزی‌ست استثنایی و وقتی هم، خودم آن را می‌شنوم دگرگون می‌شوم. من کارهای گل‌ها را ترجیح می‌دهم به کارهای امروزی.

## متن ترانه
متن این ترانه که «آزاده» نام دارد، آخرین کار موسیقائی رهی معیری است که وی در تب بیماری آن را سروده و کمتر در یک سال پس از آن، در آبان ماه سال ۱۳۴۷ درگذشت.
ترانه آزاده با صدای هایده، آهنگ از علی تجویدی با شعر رهی معیری
تجویدی خود در یک گفتگوی رادیویی در شرح ساخت و پرداخت «آزاده» گفته است که رهی پس از آن که نیمی از ترانه را ساخنه، بیمار شده و بر اساس حالاتی که به خاطر آن کسالت در وجودش بوده، بقیه را با سوز و حال بیشتری تمام کرده‌است.
ترانه نشان می‌دهد که رهی، در بستر مرگ به تنها چیزی که برایش باقی‌مانده بود، می‌نازیده است به آزادگی:
- "یارب چو من افتاده‌ای کو؟ / افتاده آزاده‌ای کو؟ /
تا رفته از جانم برون، سودای هستی/ آسوده ام، آسوده از غوغای هستی/
گلبانگ مستی آفرین/ هم چون رهی سر داده ام من/
مرغ شباهنگم ولی/ در دام غم افتاده ام من/
خندان لب و خونین‌جگر/ مانند جام باده ام/ آزاده ام من!..."